# Європейський ідентифікатор судової практики
Європе́йський ідентифіка́тор судово́ї пра́ктики (ECLI) — ідентифікатор судових рішень у Європі. Ідентифікатор складається з п’яти елементів, розділених двокрапками: ECLI: [код країни] : [ідентифікатор суду] : [рік рішення] : [специфічний ідентифікатор]. Стандарт викладено у Висновках Рада Європейського Союзу які пропонують запровадити Європейський ідентифікатор прецедентного права (ECLI) та мінімальний набір уніфікованих метаданих для прецедентного права Європейського Союзу. Структура ECLI також містить набір уніфікованих метаданих для покращення засобів пошуку прецедентного права. Судові рішення, яким присвоєно ECLI, можуть бути проіндексовані пошуковою системою ECLI Європейського порталу електронного правосуддя.

## Історія
Концепція ECLI була вперше представлена на конференції з правового доступу (Париж, грудень 2008 р.) та на конференції Jurix зі штучного інтелекту та права у Флоренції (грудень 2008 р.). Приблизно в той же час дослідження, проведене робочою групою Ради ЄС з питань електронного права, показало, що доступність судових рішень як на національному, так і на європейському рівнях серйозно ускладнюється через відсутність стандартизованих ідентифікаторів і метаданих:
Цільова група запропонувала створити добровільну спільну систему ідентифікації на основі Європейського ідентифікатора судової практики (ECLI). ECLI як ідентифікатор буде пов’язано з індексом із посиланнями. Це дасть змогу будь-якому громадянину чи практикуючому юристу знайти будь-яке рішення, до якого було віднесено ECLI, у будь-якому державному чи приватному реєстрі чи базі даних у ЄС. Крім того, для полегшення пошуку прецедентного права в різних пошукових системах слід створити дублінську реалізацію прецедентного права.
На основі звіту цієї цільової групи Рада міністрів погодила принципи ECLI та спільних метаданих і попросила Робочу групу Ради ЄС з обробки правових даних (e-Law) розробити початковий концепт. Ця продовжена робота призвела до Висновку Ради, який пропонує запровадити Європейський ідентифікатор прецедентного права (ECLI) і мінімальний набір уніфікованих метаданих для прецедентного права Європейського Союзу, рішення щодо якого Рада Міністрів ухвалила 22 грудня 2010 року. Він був опублікований в Офіційному журналі від 29 квітня 2011 року (2011/C 127/01).

## Побудова ідентифікатора
ECLI в першу чергу не визначає паперовий або електронний документ, що містить судове рішення, а натомість визначає судове рішення на більш абстрактному рівні. Відповідно до термінології функціональних вимог до бібліографічних записів, на якій він базується, ECLI є ідентифікатором робочого рівня. Він створений з наміром бути значущим, відкритим, технологічно нейтральним, розпізнаваним як для людей, так і для комп’ютерів, захищеним від помилок і сумісним з іншими ідентифікаторами. Правила форматування для ECLI детально описані в Додатку до Висновків Ради. Підсумовуючи, ECLI завжди складається з п’яти частин, розділених двокрапкою:
- «ECLI» як самоідентифікатор;
- Код країни, визначений міжінституційним керівництвом по стилю ЄС. [9] Стандарт використовує здебільшого коди ISO 3166-1 alpha-2, за винятком Сполученого Королівства (UK) і Греції (EL). Спеціальний код для недержав може бути призначений Європейською Комісією;
- Код суду, який призначається національним координатором ECLI; він має максимальну довжину в сім позицій;
- Рік винесення рішення, написаний чотирма цифрами;
- Унікальний код, щоб зробити ECLI унікальним. Максимальна довжина цього коду становить 25 символів. Дозволено використовувати лише літери, цифри та крапки, інші розділові знаки та пробіли заборонені. Для цієї п’ятої частини можна використовувати існуючі національні ідентифікатори, частиною якої також може бути дата судового рішення. Також можливий серійний номер, створений спеціально для ECLI. Національний координатор ECLI приймає рішення щодо будівництва цієї останньої частини.

Слід використовувати лише латинський алфавіт, а ECLI не враховує регістр, хоча його бажано писати великими літерами. Прикладом ідентифікатора прецедентного права Верховного суду Нідерландів є ECLI:NL:HR:1841:1,, який вказує на рішення Нідерландів (NL) від 1841 року Верховного суду (HR) із порядковим номером 1.

## Вебсайт ECLI
Відповідно до пункту 4 Додатку до Висновок Ради має бути створено вебсайт ECLI, який містить:
- загальні відомості про ECLI;
- список країн-учасниць, для кожної країни:
  - використовувані судові кодекси;
  - відомості про форматування п'ятої частини коду ECLI;
  - інформація про національного координатора ECLI.

Вебсайт ECLI було створено в рамках порталу електронного правосуддя Європейського Союзу.

## Пошукова система ECLI
Згідно з параграфом 5 Додатку до Висновок Ради має бути встановлено пошукову систему ECLI, що дозволить здійснювати пошук за ECLI та метаданими. Ця пошукова система ECLI була запущена 4 травня 2016 року. Він забезпечує доступ до національної та європейської судової практики, яка зберігається в будь-якій базі даних. Пошук можливий на основі ECLI, його метаданих, а також повного тексту.
Відповідно до Висновків Ради, розв’язувач доступний за адресою https://e-justice.europa.eu/ecli/ ; з ECLI, введеним після нього, це посилання з показом усієї доступної інформації про цей ECLI, з будь-якого проіндексованого веб-сайту. Як приклад: https://e-justice.europa.eu/ecli/ECLI:CZ:NS:2015:32. CDO.2051.2013.1 показує з ECLI:CZ:NS:2015:32. CDO.2051.2013.1, рішення Верховного суду Чехії, інформація з веб-сайту цього суду, а також з бази даних Jurifast Асоціації державних рад і вищих адміністративних юрисдикцій ЄС. Останній документ також містить метадані англійською та французькою мовами.
Документи індексуються пошуковою системою ECLI у співпраці між Європейською комісією та постачальниками даних за допомогою протоколу sitemaps і robots.txt.

## Організація
Рада міністрів несе відповідальність за будь-які майбутні зміни стандарту, тоді як Європейська комісія відповідає за веб-сайт ECLI та підтримку пошукової системи ECLI.

### Національний рівень
Кожна держава-член (або інша організація, яка бажає брати участь у системі ECLI, включаючи сам ЄС) повинна мати національного координатора ECLI. Основними обов’язками цього національного координатора ECLI є:
- приймати рішення про судові кодекси, які будуть використовуватися (третя частина ECLI);
- прийняти рішення про побудову п'ятої частини ECLI;
- оновити національні інформаційні сторінки щодо впровадження ECLI на Європейському порталі електронного правосуддя;
- визначити конкретні мовні варіанти певних метаданих.

## Метадані
Метадані додаються до документів, що містять судове рішення. Вони можуть стосуватися як самого ECLI (на рівні бібліографічної роботи, наприклад: дата рішення), так і конкретної редакційної версії («рівня вираження», наприклад, резюме). У висновках Ради перераховано дев'ять обов'язкових і вісім необов'язкових метаданих. Усі вони базуються на стандарті метаданих Dublin Core . Обов’язковий означає, що без цих метаданих документ не може бути проіндексований пошуковою системою ECLI.

### Обов'язкові метадані
Обов’язкові метадані, перелічені в Додатку до Висновків Ради, такі:
- dcterms:identifier: URL, де знаходиться документ;
- dcterms:isVersionOf: ECLI;
- dcterms:creator: назва суду;
- dcterms:coverage: країна або її частина;
- dcterms:date: дата рішення;
- dcterms:language: мова документа;
- dcterms:publisher: організація, відповідальна за публікацію поточного документа;
- dcterms:accessRights: відкритий або приватний;
- dcterms:type: тип рішення. Якщо нічого не вказано, за замовчуванням використовується «судове рішення».

### Додаткові метадані
Додаткові метадані, перелічені в Додатку до Висновків Ради, такі:
- dcterms:title; поле заголовка
- dcterms:subject: галузь права; хоча б одне значення має бути виділено з контрольованого словника;
- dcterms:abstract: резюме або опис;
- dcterms:description: ключові слова або заголовки;
- dcterms:contributor: судді, генеральний адвокат або інший персонал;
- dcterms:issued: дата поточного документа (не обов'язково дата рішення);
- dcterms:references: Посилання на іншу судову практику (рекомендовано використовувати номери CELEX або ECLI, але також допускаються інші формати);
- dcterms:isReplacedBy: ECLI, яким було замінено ECLI (щоб гарантувати постійність у разі перенумерації ECLI).